# Enallagma geminatum
Enallagma geminatum är en trollsländeart som beskrevs av Kellicott 1895. Enallagma geminatum ingår i släktet Enallagma och familjen dammflicksländor. Inga underarter finns listade i Catalogue of Life.